# Reineta Gris
Reineta Gris es el nombre de una variedad cultivar de manzano (Malus domestica). Esta manzana está cultivada en la colección de la Estación Experimental Aula Dei (Zaragoza) con nº de accesión 2883. Esta manzana es originaria de Francia sin embargo está muy cultivada en el Principado de Asturias, donde ha desplazado del cultivo comercial a las variedades autóctonas de mesa.

## Sinónimos
- "Manzana Reineta Gris",[4][6][7]
- "Raneta Gris",
- "Reineta Gris",
- "Manzana Tabardilla",
- "Reineta Gris de Canadá",
- "Reinette grise du Canada".

## Historia
La variedad 'Reineta Gris' tiene un origen antiquísimo, probablemente francés. Descrita en Francia desde el año 1821, aunque tiene el epíteto de Canadá.
'Reineta Gris' es una variedad muy cultivada en el Principado de Asturias. El cultivo del manzano de mesa en Asturias en superficies importantes se remonta a principios del siglo XX. Las plantaciones originales se realizaron con variedades indígenas ('Amandi', 'Carapanón', 'Chata Blanca', 'Reineta Caravia', 'Reineta Encarnada de Asturias' y otras), posteriormente se dio paso a otras variedades extranjeras como la 'Reineta de Canadá' que es la más cultivada actualmente en 2020.

## Características
El manzano de la variedad 'Reineta Gris' tiene un vigor alto; porte desplegado; inicio de la floración es precoz, y la duración de la floración es larga, bastante sensible a heladas primaverales; tubo del cáliz grande o relativamente pequeño, en forma de embudo o en cono, y con los estambres insertos en su mitad entremezclados con lanosidad, y con el pistilo fuertemente adherido. Entrada en producción lenta. Producción lenta y poco constante, siendo una variedad "vecera" (contrañada) .

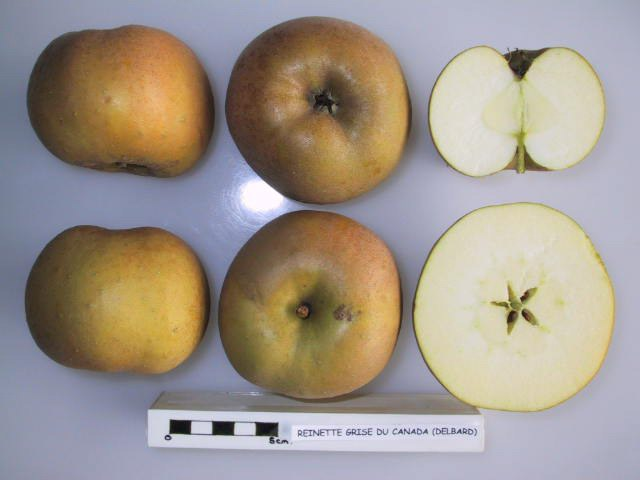
Manzanas seccionadas de 'Reinette Grise du Canada', en el National Fruit Collection (acc. 1956-065).

La variedad de manzana 'Reineta Gris' tiene un fruto de tamaño grande a pequeño; forma cónico-truncada o semi-ovoide, más alta que ancha o, por el contrario, menos alta que ancha, en su mayoría rebajada notablemente en su cima, globosa, con frecuencia más pronunciada por debajo de su
mitad, y con contorno irregular; piel fuerte; con color de fondo Verde-oliva o verde-amarillo, siendo el color del sobre color rosa-cobrizo, importancia del sobre color importante, siendo su reparto en chapa, con chapa de tonalidad cobriza, a veces, sobre la misma, unas suaves pinceladas rosadas que, con irregularidad, recubren el fruto enmarañado de ruginosidad marrón o gris plateado, acusa punteado abundante de color gris y en forma de granulado, y una sensibilidad al "russeting" (pardeamiento áspero superficial que presentan algunas variedades) medio; pedúnculo corto, semi-fino, leñoso, con pequeño engrosamiento en su extremo, rojizo verdoso y lanoso, anchura de la cavidad peduncular es poco ancha, profundidad de la cavidad pedúncular de profundidad variada, pero más frecuentemente profunda, bordes globosos y ondulados, con el fondo ruginoso gris verdoso, y con importancia del "russeting" en cavidad peduncular débil; anchura de la cavidad calicina relativamente amplia, profundidad de la cav. calicina de variable profundidad, a veces superficial y levemente fruncida, bordes ondulados, rebajados de un lado, y con importancia del "russeting" en cavidad calicina media; ojo de grande a pequeño, ampliamente abierto o entreabierto; sépalos cortos, triangulares, de puntas agudas, convergentes unos y con las puntas vueltas hacia fuera otros, verdosos y con tomento grisáceo.
Carne de color crema-amarillo, con puntos y fibras amarillo-verdosas; textura dura, crujiente, jugosa; sabor característico de la variedad, acidulado,  aromático, agradable; corazón más bien pequeño, desplazado hacia el pedúnculo, las fibras que lo enmarcan son de un verde amarillo brillante. Eje cerrado o entreabierto. Celdas anchas y alargadas, también las hay en forma arriñonada, con rayas o lanosidad. Semillas abortadas, encontrándose aisladamente algunas de tamaño medianamente pequeño e irregularmente constituidas.
La manzana 'Reineta Gris' tiene una época de maduración y recolección tardía, es una variedad que madura en octubre. Puede volverse harinosa si se recoge demasiado tarde. Buena calidad gustativa con pulpa firme, agridulce y aromática. Tiene uso mixto pues se usa como manzana de mesa fresca, y para repostería.

## Susceptibilidades
Esta variedad, tiene muy extendido su cultivo en Asturias, pues no presenta sensibilidad a enfermedades como moteado y chancro del manzano, que si lo presentan la mayoría de las variedades autóctonas presentes en Asturias. Sin embargo es sensible a la araña roja, y también propensa de los frutos a caer antes de la recolección.
Bastante sensible a heladas primaverales, sus polinizadores, 'Golden', 'Granny Smith', Manzano perpetu® 'Evereste'.